# Kalakolove, Mala Vîska
Kalakolove (în ucraineană Калаколове) este un sat în comuna Hmelove din raionul Mala Vîska, regiunea Kirovohrad, Ucraina.

## Demografie
Componența lingvistică a localității Kalakolove
     Ucraineană (97,01%)
     Rusă (2,4%)
     Alte limbi (0,6%)
Conform recensământului din 2001, majoritatea populației localității Kalakolove era vorbitoare de ucraineană (97,01%), existând în minoritate și vorbitori de rusă (2,4%).